# Marta Capurso
Marta Carpuso (née le 18 août 1980 à Turin) est une patineuse de vitesse sur piste courte italienne.

## Palmarès

### Jeux olympiques
- Jeux olympiques d'hiver de 2006 à Turin ( Italie) :
  -  Médaille de bronze en relais 3000 m
  - 6e sur 500 m
  - 9e sur 1500 m